# Ablepharus budaki
Ablepharus budaki es una especie de lagartos escincomorfo de la familia Scincidae.

## Distribución geográfica y hábitat
Es nativo del sur de Turquía (desde el este de los montes Tauro y el Amanus hasta la costa mediterránea), Siria (oeste del río Orontes) y todo Chipre y Líbano. Vive en la hojarasca de los bosques, zonas húmedas arbustivas e incluso en jardines rurales.

## Taxonomía
Fue descrita en 1996 como una subespecie de Ablepharus kitaibelii basándose en diferencias en la coloración lado ventral del tronco y cola; el número de las filas verticales de escamas entre la maseterina y el oído de apertura; y el tamaño de las aberturas del oído. Recibe su epíteto específico, budaki, en honor al herpetólogo turco Abidin Budak.
En 1997, Josef Schmidtler la eleva al rango de especie a la vez que describe a A. b. anatolicus como una nueva subespecie propia sobre la base de ejemplares de Anatolia, al sur de Turquía. Su posición como especie fue confirmada en 2005 por estudios filogéneticos que muestran que A. kitaibelii y A. budaki son parafiléticos, estando más emparentada con A. chernovi.

### Subespecies
Se reconocen como válidas dos subespecies:
- Ablepharus budaki budaki Göçmen, Kumlutas & Tosunoglu, 1996
- Ablepharus budaki anatolicus Schmidtler, 1997

## Conservación
Es catalogada por la Unión Internacional para la Conservación de la Naturaleza como una especie bajo preocupación menor por la amplitud de su área de distribución y una presunta gran población.